# بالگردگاه مرکز پزشکی روگو ولی
بالگردگاه مرکز پزشکی روگو ولی (به انگلیسی: Rogue Valley Medical Center Heliport) یک فرودگاه خصوصی است. این فرودگاه در کشور ایالات متحده آمریکا قرار دارد و در ارتفاع ۴۴۹ متری از سطح دریا واقع شده است.